# قلعة الراوندان
قلعة الراوندان كانت تقع على بعد حوالي 40 كيلومترًا جنوب غرب تل باشر ضمن كونتية الرها.

## تاريخ
كانت الراوندان تقع في منطقة العواصم بين المسلمين والبيزنطيين. في أواخر عام 1097 خلال الحملة الصليبية الأولى، استولى بالدوين الأول عليها من الحامية السلجوقية بمساعدة السكان الأرمن المحليين. مُنحت القلعة في البداية للأرمني بقراط. قبل مغادرته إلى الرها، أمر بالدوين باعتقال بقراط بعد أن اتهمه "فَر" (سُمّي أيضاً "حديد")، حاكم تل باشر، بمراسلات سرية مع السلاجقة. تعرض بقراط للتعذيب وأجبر على تسليم القلعة. تم منح الراوندان لاحقًا، مع تل باشر، إلى جودفري الذي حكم هناك في صيف عام 1098.
أُدمجت القلعة ضمن كونتية الرها خلال حكم جوسلين الأول، وتولى الحكم لاحقًا ابنه جوسلين الثاني. عندما تم أسر الأخير في عام 1150، سلمت زوجته بياتريس من صهيون القلعة مع مدن أخرى لحكم البيزنطي مانويل كومنينوس. في عام 1151، سيطر عليها نور الدين الزنكي، أمير حلب الذي أسر جوسلين الثاني. بعد أن سيطر صلاح الدين الأيوبي على سوريا، أعاد بناء القلعة وبلدتها. سار إليها الظاهر غازي بعد أن صادر ممتلكات شمس الدين محمد بن المقدم الذي تحصن فيها. سيطر عليها لاحقًا المماليك، وتعرضت للخراب أثناء غزو تيمورلنك في عام 1400.